# Faby Bokira
 (mars 2021).
Faby Bokira de son vrai nom Mamadou Alpha Baldé, né le 26 juin 1984 à Kouramangui dans la sous-préfecture de Labé, est un chanteur guinéen.

## Biographie
Originaire de Labé, il est né le 26 juin 1984 à Kouramangui dans une ville appelée Bokira. Il débarque à Dakar en 2001 comme beaucoup de jeunes du nord de la Guinée .

## Carrière musicale
En 2001, dans la capitale sénégalaise avec ses amis artistes, il découvre sa passion pour la musique,.
En 2004, il entame sa carrière d'artiste et commence à se faire connaître petit à petit par le public guinéen résidant à Dakar. Il fait sortir 6 singles, qui ont rencontré un succès et en 2014, il sort de multiples sons produits par le label kissal production. Depuis lors, il devient un artiste prometteur dans le milieu de la musique guinéenne à Dakar.

## Engagement
Faby bokira étant un artiste qui chante plusieurs thèmes dont la violence faite aux femmes, les droits des enfants, la paix, l'amour et tant d'autres.
Faby bokira est un artiste engagé qui lutte pour une parité, lutte contre l'injustice mais aussi ethnocentrisme.

## Singles
- 2016: Dewgal
- 2017: Fouta djallon [5]
- 2017:  Je t'es choisi
- 2019:  Mo Welalan [6]
- 2019:  Wata Aninan
- 2021:  Guigol
- 2021:  Wondigal
- 2022:  Athiou Nabhoraalan[7]

## Vidéos
- 2017: Foutah Djalloh[8]
- 2019: Mo welalan[9]
- 2021: Wondigal [10]
- 2021: Guigol
- 2022: Athiou Nabhoraalan[11].